# Brandenburgi Albert
Brandenburgi Albert, teljes nevén Albrecht von Hohenzollern am Brandenburg-Ansbach, (Ansbach, 1490. május 17. – Tapiau, 1568. március 20.) a Német Lovagrend 37. nagymestere 1510-től, majd Poroszország hercege 1525-től haláláig.

## Élete és pályája
Édesapja Brandenburgi Frigyes Bayreuth őrgrófja. Testvére György őrgróf II. Lajos magyar király egyik nevelője és az őrgrófság örököse.

1510-ben a császár, V. Károly kinevezte a Német Lovagrend nagymesterévé, s megpróbálta a rendi államot újra teljesen független, szuverén országgá tenni, de tervét részben saját ambíciói is hajtották. 1511-ben már kijelentette, hogy nem akar engedelmeskedni a lengyel királynak, s további törekvései következtében 1519-ben háború robbant ki I. Zsigmond Ágost lengyel királlyal. A háborút, amelynek csak 1521-ben lett vége, súlyosan megszenvedte Poroszország.

A lengyelek, hogy elejét vegyék a rend függetlenedési törekvéseinek, a német császárság ellenében a francia királyt, I. Ferencet támogatták, aki azonban a paviai csatában súlyos vereséget szenvedett.

A külpolitikai helyzet látszólagos kedvező alakulása ellenére a rend helyzete nem javult, épp ellenkezőleg tovább súlyosbodott. 1517-ben terjedni kezdtek Luther Márton német reformátor tanai, s az új vallást a szomszédos észak-német és skandináv államok viszont sorra vették fel, szorító gyűrűt vonva a katolikus Német Lovagrend köré. Egyidőben már Poroszországban és Livónia földjén is terjedőben volt a reformáció.

## A Német Lovagrend országából világi hercegség

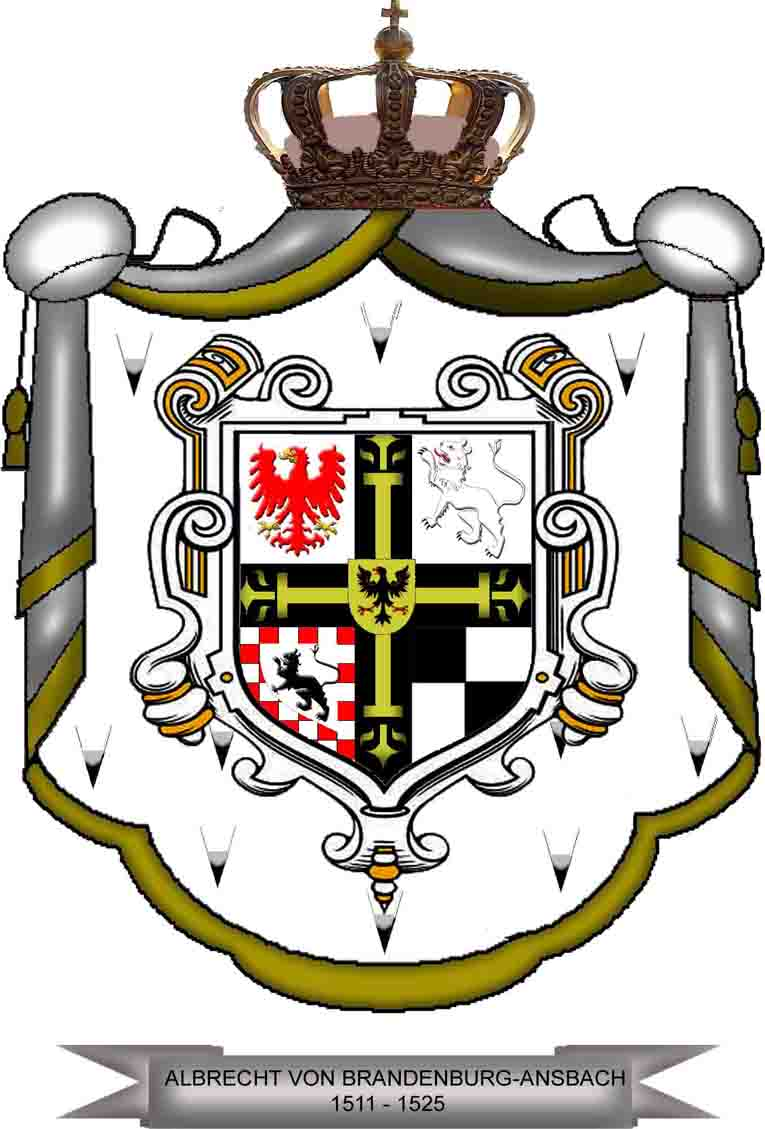
Albert címere, a lovagrend nagymestereként.

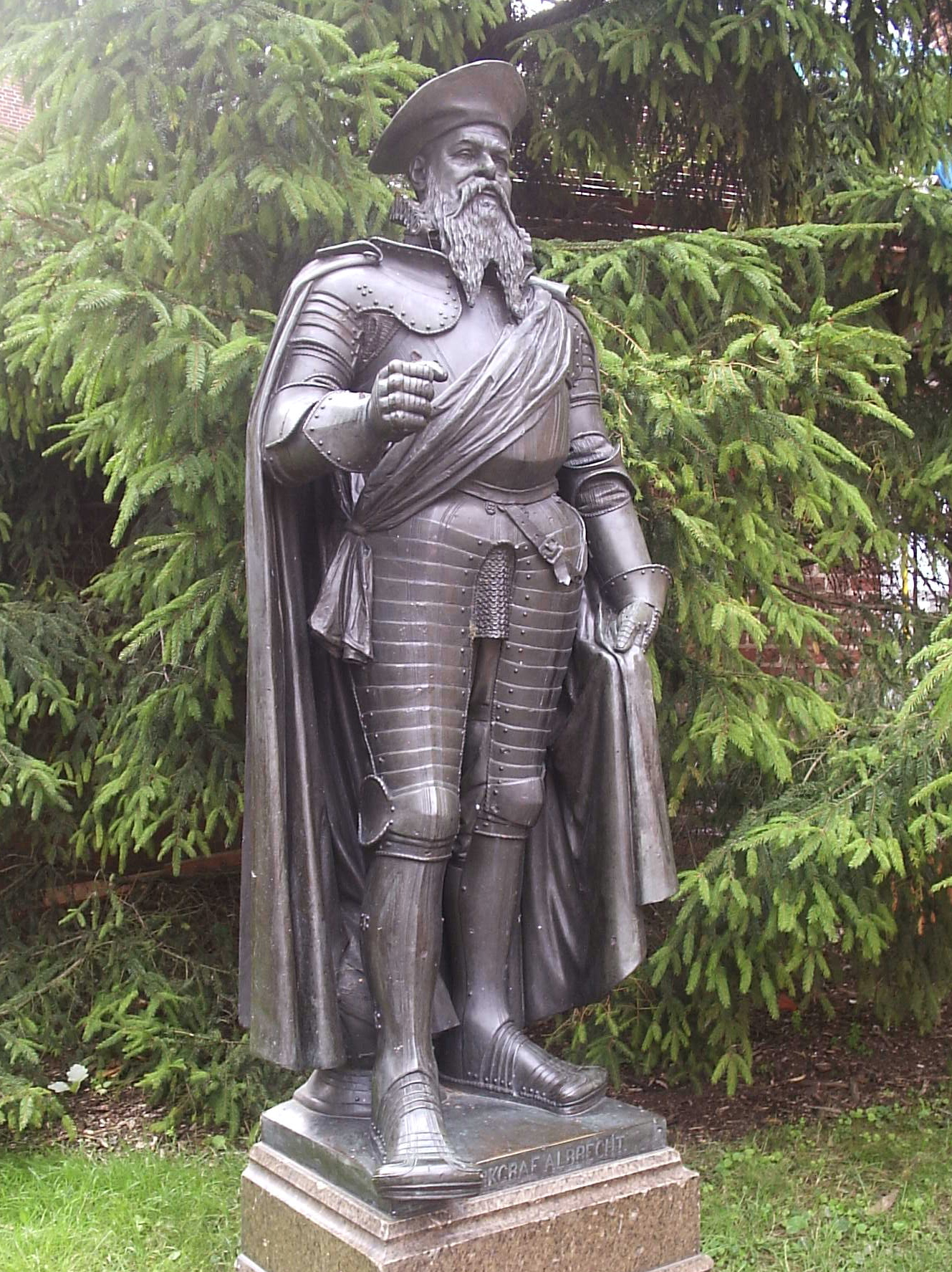
Hohenzollern szobra a Máriavár kertjében.

Hohenzollernt elhívták a nürnbergi birodalmi gyűlésre. Ott kapcsolatba került Luther Márton reformátorral és az ő tanait hirdető Andreas Osianderrel. Utóbbi hatására vette fel az evangélikus hitet.

A lovagrend egyházi birtokait szekularizálta és protestáns világi államot hozott létre Porosz Hercegség néven, mely továbbra is Lengyelország hatalma alatt állt. 1525. április 10-én a krakkói piactéren le is tette a hűbéri esküt Zsigmond királynak.

Magát a lovagrendet Luther tanácsára feloszlatta, de ezt a lovagok, a pápa és V. Károly nem fogadta el. A császár új nagymestert nevezett ki Kronenbergi Walter személyében, ki a lovagrend székhelyét inkább áttette a württembergi (frankföldi) Mergentheimbe. Ez volt a lovagok központja 1809-ig, amikor is Napóleon feloszlatta.
Az 1530-as években többször felszólították Albertet, hogy adja vissza a porosz területeket a lovagoknak, de ezt nem sikerült elérni, mert Poroszország soha nem tartozott a Német birodalomhoz. Ennek oka a német lovagoknak 1226-ban a császárságtól kapott nagy kiváltsága, a rimini aranybulla, amely a rendi államot a német birodalomtól elkülönülő fejedelemséggé nyilvánította. Tehát fennálló helyzeten nem változtatott az ügy felülvizsgálatával megbízott császári-kamarai szék sem. A lovagoknak Európában amúgy is csak szétszórtan elhelyezkedő birtokai voltak, amit megcsappant tekintélyük miatt nem bírtak megtartani és így a 15. század óta tartó lassú hanyatlásuk változatlanul folytatódott tovább. A császár bár szerette volna, de nem sokat tehetett. A lovagrend ügyénél komolyabb fejtörést okozott a protestantizmus és a Münzer Tamás vezette német parasztháború.
Hohenzollern csatlakozott a császárellenes protestáns koalíciókhoz, amiket többnyire Dánia és Svédország szerveztek az észak-német uralkodókkal együtt. A Hercegi Poroszországban világi irányítás alá helyezte a közigazgatást és több más ügyet. Privilégiumokat és előjogokat biztosított az őt támogató nemességnek, s megerősítette a városok még a német lovagrend adományozta kiváltságait, s újakat is biztosított számukra. Északon szekularizációjának hatására Livónia független állammá szerveződött az újjáéledő kardtestvérek lovagrendje irányítása alatt, így nem tudta azon tervét véghez vinni, hogy oda is kiterjeszti hatalmát.

Mint a lengyel király vazallusa, katonái harcoltak az oroszok ellen a livóniai háborúban. 1544-ben megalapította a Königsbergi Egyetemet. Idős korára vallási és politikai kalandorok hatása alá került és uralkodását nagyban veszélyeztették az ezekkel járó viszályok.

Halála után a poroszországi evangélikus egyház megszilárdult és helyreállt a rend, az őt befolyásoló kalandorokat pedig kiűzték az országból.